# 402LG
Spray 402LG（スプレー ヨンマルニエルジー）は、韓国のLGエレクトロニクスによって日本国内向けに開発された、ワイモバイル（「電話サービス(タイプ1)」対応）の第3.9世代移動通信システムスマートフォン端末である。

## 概要
ワイモバイル向けとしては初、イー・アクセス時代から発売されていたEM01Lを含めると約1年半ぶりとなるLG製端末で、海外市場で発売されているLG F60をベースとして開発された。日本国内で発売されるにあたり、ディスプレイとカメラが強化されている。
近年のスマートフォンとしては珍しくバッテリーの着脱が可能で、標準セットには予備用のバッテリー及び充電器が同梱されている。
なお、放送受信機能・おサイフケータイ・赤外線通信には非対応で、防水性能は装備されていない。

## 沿革
- 2015年2月5日 - ワイモバイルより公式発表[3]。
- 2015年2月12日 - 発売日を発表。
- 2015年2月19日 - 発売開始。